# Cascatas de Arruda dos Vinhos
As Cascatas de Arruda dos Vinhos são constituídas por um conjunto de pequenas quedas água num dos afluentes do Rio Grande da Pipa. Localizam-se próximo da Igreja Matriz e existe um caminho de acesso empedrado com características medievais o que parece sugerir uma antiga utilização do local como lavadouro público.

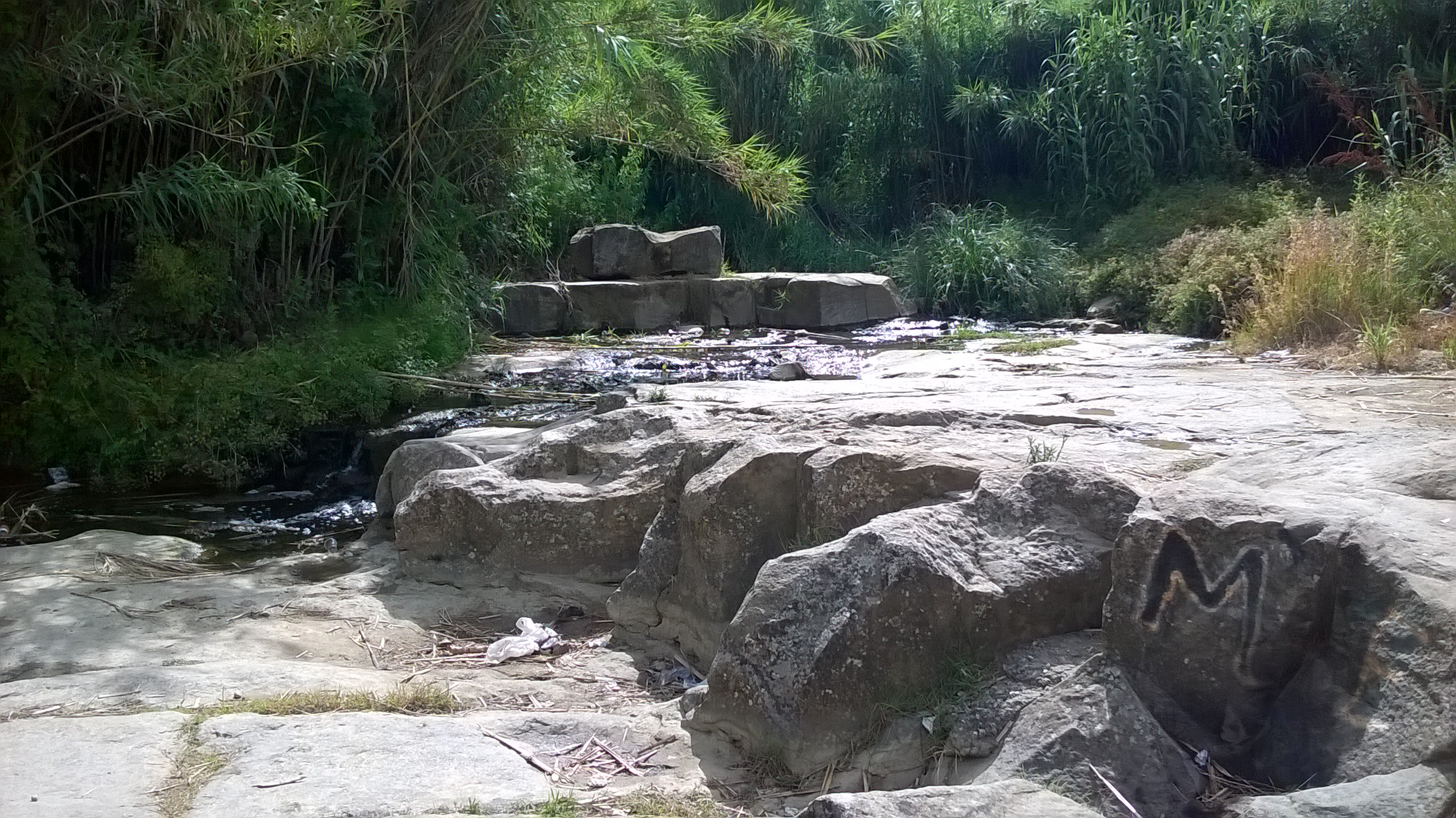
Cascatas